# Municipalità regionale della contea di Le Domaine-du-Roy
La municipalità regionale di contea di Le Domaine-du-Roy è una municipalità regionale di contea del Canada, localizzata nella provincia del Québec, nella regione di Saguenay-Lac-Saint-Jean.
Il suo capoluogo è Roberval.

## Suddivisioni
City e Town
- Roberval
- Saint-Félicien

Municipalità
- Chambord
- Lac-Bouchette
- Sainte-Hedwidge
- Saint-François-de-Sales
- Saint-Prime

Parrocchie
- La Doré

Villaggi
- Saint-André-du-Lac-Saint-Jean

Territori non organizzati
- Lac-Ashuapmushuan